# Scleranthus uncinatus
Scleranthus uncinatus là loài thực vật có hoa thuộc họ Cẩm chướng. Loài này được Schur miêu tả khoa học đầu tiên năm 1850.